# Szent arkangyalok fatemplom (Kalotanádas)
A kalotanádasi Szent arkangyalok fatemplom műemlékké nyilvánított épület Romániában, Kolozs megyében. A romániai műemlékek jegyzékében a  CJ-II-m-B-07718 sorszámon szerepel.